# Vita brevis
Vita brevis: Floria Aemilias brev till Augustinus (originaltitel: Vita Brevis: Floria Aemilias brev til Aurel Augustin) är en roman från 1996 av Jostein Gaarder. Efter några inledande sidor där Gaarder berättar om hur han på ett antikvariat i Buenos Aires 1995 hittade ett långt brev adresserat till Augustinus och vars avsändare enligt Gaarder troligen bör ha varit dennes älskare - så återges detta brev. Brevskrivaren kallar sig enligt Gaarder för "Floria Aemiliae", därav titeln till boken. Boken anses vara en roman, dock finns en verklighetsbakgrund genom att Augustinus verkligen hade en älskarinna, vilket han nämnde i Bekännelser (Confessions), dock utan att återge hennes namn. 

## Brevets inledning
"Floria Aemilia hälsar dig Aurelius Augustinus, biskop av Hippo. 
Det är konstigt att hälsa dig på detta sätt. För länge, länge sedan skulle jag bara ha skrivit: 'Till min lille lekfulle Aurelius'. Men det är mer än tio år sedan du höll om mig, och mycket är förändrat. Att jag skriver nu beror på att prästen i Kartago har låtit mig läsa dina bekännelser. Han trodde nog att dina böcker skulle vara uppbygglig läsning för en kvinna som jag."